# Landgericht Trier

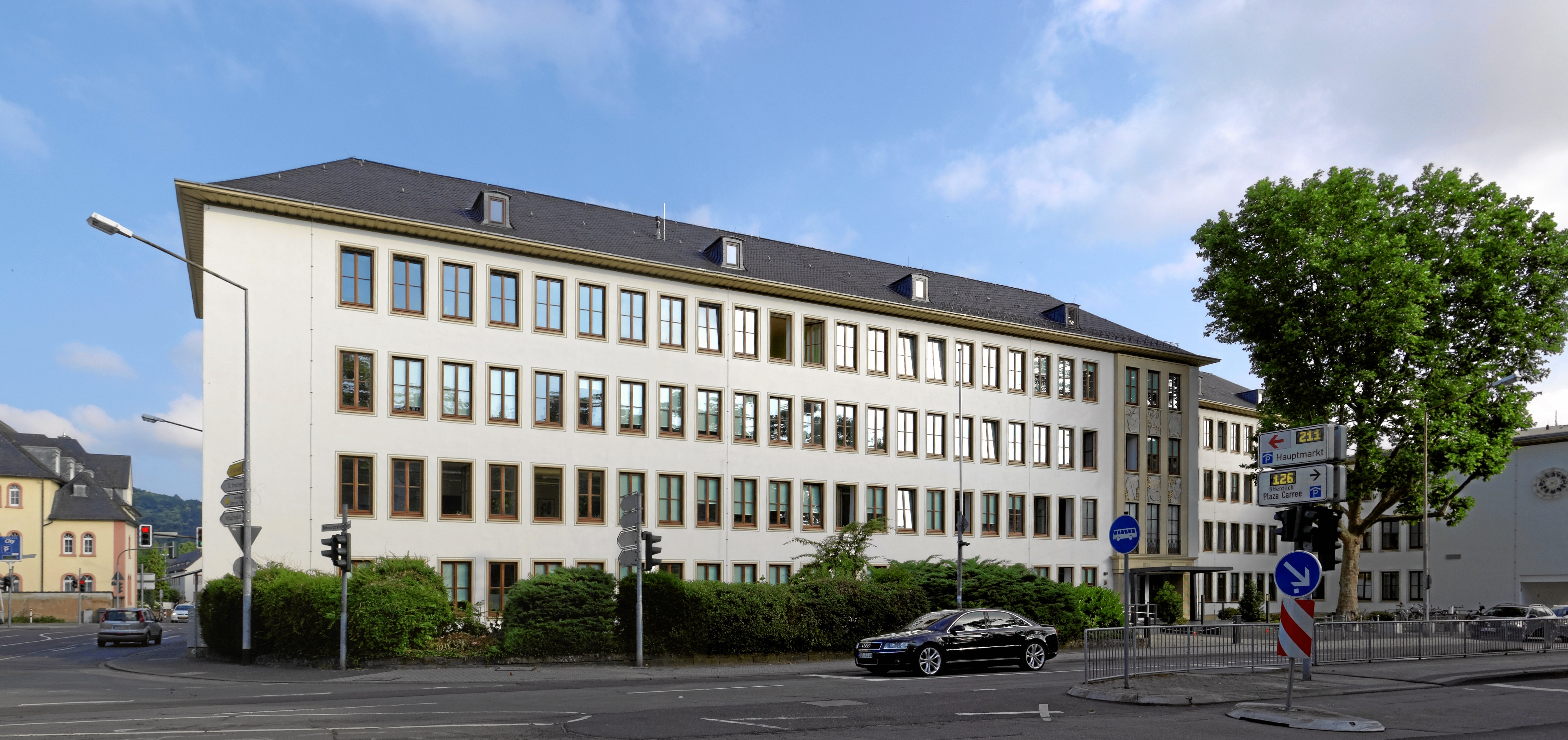
Landgerichtsgebäude am Nikolaus-Koch-Platz

Das Landgericht Trier ist ein Gericht der ordentlichen Gerichtsbarkeit und eines von acht Landgerichten in Rheinland-Pfalz. Es hat seinen Sitz in Trier.

## Instanzenzug
Zum Gerichtsbezirk gehören die Amtsgerichte Bernkastel-Kues, Bitburg, Daun, Hermeskeil, Prüm, Saarburg, Trier und Wittlich.
Dem Landgericht Trier ist das Oberlandesgericht Koblenz übergeordnet.

## Geschichte
Bereits in der Franzosenzeit bestand mit dem Appellationsgericht Trier ein Mittelgericht in Trier. Das Landgericht in Trier besteht seit dem 1. August 1820. In der damaligen preußischen Rheinprovinz galt die französische Gerichtsorganisation weiter. Der Appellationsgerichtshof Köln hatte dort die Funktion des Appellationsgerichtes. Die ihm untergeordneten Gerichte trugen nicht die Bezeichnung Kreisgericht, sondern Landgericht. Dem Landgericht Trier waren folgende Friedensgerichte als Gerichte erster Instanz untergeordnet:
| Friedensgericht              | Sitz         |
| ---------------------------- | ------------ |
| Friedensgericht Bernkastel   | Bernkastel   |
| Friedensgericht Bitburg      | Bitburg      |
| Friedensgericht Daun         | Daun         |
| Friedensgericht Dudeldorf    | Dudeldorf    |
| Friedensgericht Hermeskeil   | Hermeskeil   |
| Friedensgericht Hillesheim   | Hillesheim   |
| Friedensgericht Manderscheid | Manderscheid |
| Friedensgericht Merzig       | Merzig       |
| Friedensgericht Neuerburg    | Neuerburg    |
| Friedensgericht Neumagen     | Neumagen     |
| Friedensgericht Perl         | Perl         |
| Friedensgericht Prüm         | Prüm         |
| Friedensgericht Rhaunen      | Rhaunen      |
| Friedensgericht Saarburg     | Saarburg     |
| Friedensgericht Schweich     | Schweich     |
| Friedensgericht Trier I      | Trier        |
| Friedensgericht Trier II     | Trier        |
| Friedensgericht Wadern       | Wadern       |
| Friedensgericht Waxweiler    | Waxweiler    |
| Friedensgericht Wittlich     | Wittlich     |

Hinzu kamen 1820 noch die folgenden Friedensgerichte, die aber 1835 dem dann neu gegründeten Landgericht Saarbrücken zugeordnet wurde:
| Friedensgericht              | Sitz         |
| ---------------------------- | ------------ |
| Friedensgericht Baumholder   | Baumholder   |
| Friedensgericht Grumbach     | Grumbach     |
| Friedensgericht St. Johann   | St. Johann   |
| Friedensgericht Lebach       | Lebach       |
| Friedensgericht Ottweiler    | Ottweiler    |
| Friedensgericht Saarlouis    | Saarlouis    |
| Friedensgericht Tholey       | Tholey       |
| Friedensgericht Wallerfangen | Wallerfangen |
| Friedensgericht St. Wendel   | St. Wendel   |

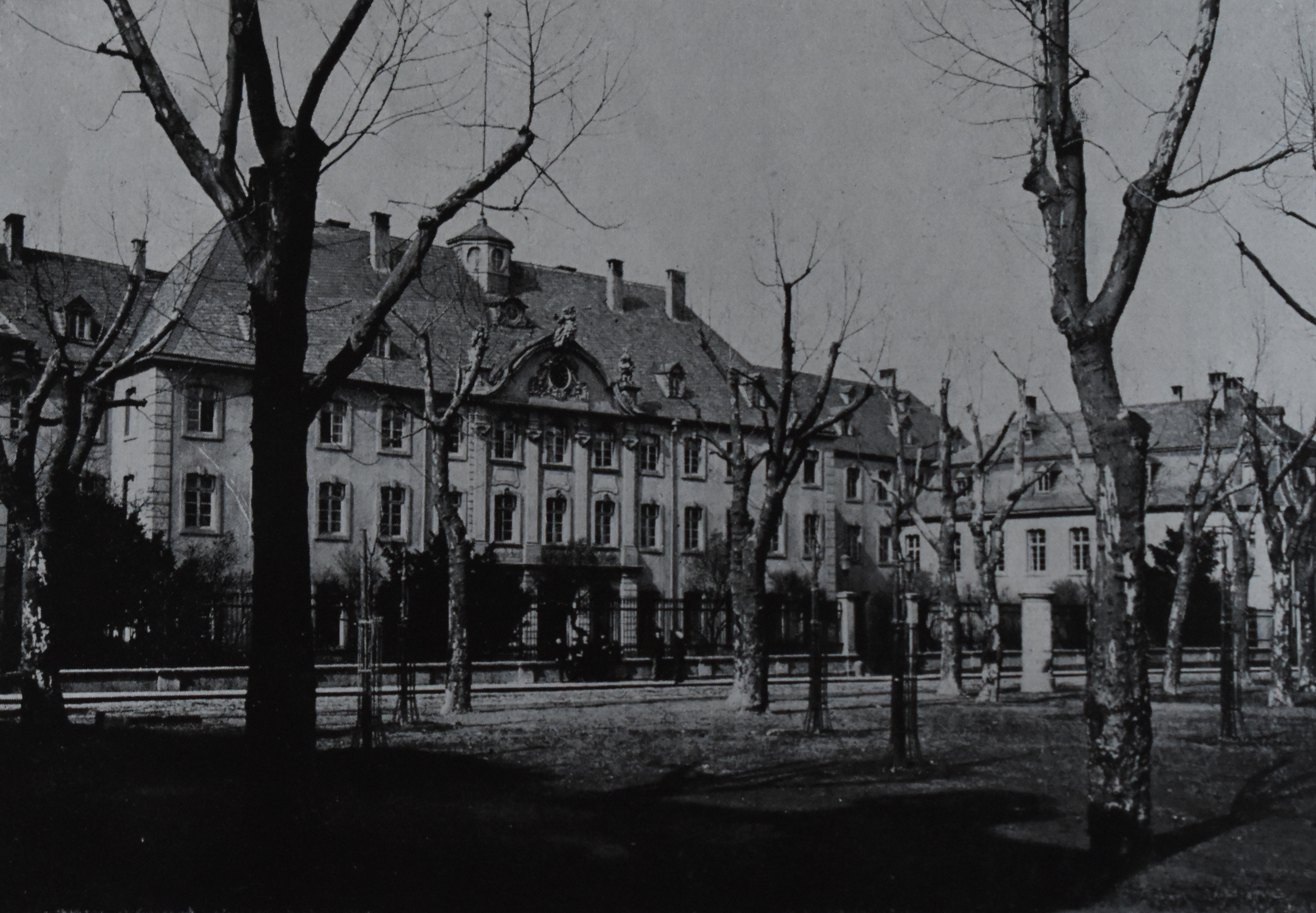
Das 1944 zerstörte Gerichtsgebäude

Von 1828 bis 1835 war Ernst Schiller, der Sohn Friedrich Schillers, Landgerichtsrat in Trier. Die Reichsjustizgesetze, die 1879 in Kraft traten, führten eine Neuordnung der Justiz durch. Das Landgericht Trier blieb jedoch bestehen. 1944 wurde das Gerichtsgebäude durch Bombenangriffe zerstört. Mit dem Einmarsch der britischen Truppen am Ende des Zweiten Weltkrieges wurde das Landgericht vorübergehend abgeschafft. Doch schon im Dezember 1945 wurde es wiedereröffnet. 1954 wurde der Neubau an der gleichen Stelle wie das ehemalige Gebäude in Betrieb genommen. 1966 wurde er erweitert und modernisiert. Zwischen 2004 und 2006 folgte eine erneute umfassende Sanierung.

## Bekannte Richter
- Thomas Henrichs, Landgerichtspräsident (2015–2016)
- Katarina Barley, Richterin
- Michael Franz Josef Müller (1762–1848), Richter